# Milenko Vesnić
Milenko Radomar Vesnić, född 13 december 1863 i Dunišić, död 28 maj 1921 i Paris, var en serbisk politiker och diplomat.
Vesnić studerade i Belgrad och Paris, blev juris doktor 1887 och, efter återkomsten till hemlandet, professor i folkrätt vid Belgrads universitet (1892). Han invaldes i skupštinan (paralamentet) och blev samma år undervisningsminister i en kortlivad radikal ministär. Han råkade sedermera i konflikt med kung Milan I, häktades, men fick 1900 amnesti och återvände efter dynastiskiftet 1903 till det politiska livet. Samma år blev Vesnić serbiskt sändebud i Rom och 1904 i Paris, invaldes ånyo i skupsjtinan och var en tid dennas president.
Vid Londonkonferensen 1913 var Vesnić serbisk delegerad. Han var även medlem av Fasta mellanfolkliga domstolen i Haag. Under första världskriget var Vesnić, som återtagit sin sändebudspost i Paris, synnerligen verksam för att främja de storserbiska expansionssträvandena. Vid fredskonferensen i Paris representerade han den nya jugoslaviska staten.
Vesnić blev 1920 premiärminister i en koalitionsministär, vilken genom ett alliansfördrag (14 augusti) med Tjeckoslovakien gav uppslag till bildandet följande år av Lilla ententen. Han tog jämte Ante Trumbić personligen del i de förhandlingar med Italien om Fiume, vilka ledde till avslutandet av kompromissfördraget i Rapallo (12 november 1920). Efter parlamentsvalen (november) avlöstes han som ministerpresident av Nikola Pasić (december samma år) och återgick än en gång till sändebudsposten i Paris.